# Pierreodendron kerstingii
Pierreodendron kerstingii là một loài thực vật thuộc họ Simaroubaceae. Loài này có ở Bénin, Bờ Biển Ngà, Ghana, và Togo. Chúng hiện đang bị đe dọa vì mất môi trường sống.